# Współczynnik zwarcia doziemnego
Współczynnik zwarcia doziemnego (ang. earth fault factor) – wielkość charakteryzująca ogólne warunki uziemienia punktu neutralnego sieci trójfazowej obliczoną dla wybranego miejsca w sieci według następującej zależności:
{\displaystyle k_{E}={\frac {U_{fk}}{U_{fn}}}}
gdzie:
{\displaystyle U_{fk}} – wartość skuteczna najwyższego napięcia o częstotliwości sieciowej znamionowej występującego podczas zwarcia doziemnego (jedno lub wielofazowego w dowolnym punkcie sieci) między zdrową fazą a ziemią;
{\displaystyle U_{fn}} – skuteczna wartość napięcia fazowego, która występuje w tym samym miejscu sieci w normalnych warunkach ruchowych.
Współczynnik zwarcia doziemnego ma wartość {\displaystyle {\sqrt {3}}} razy większa niż współczynnik uziemienia sieci.
Według IRiESD o sieci o napięciu znamionowym 110 kV powinny pracować z bezpośrednio uziemionym punktem neutralnym w taki sposób, aby we wszystkich stanach ruchowych, współczynnik zwarcia doziemnego nie przekraczał wartości 1,4. Natomiast w przypadku sieci o napięciach wyższych niż 110 kV (220 kV, 400 kV) nie powinien przekraczać wartości 1,3.